# Васе Манчев
Васе Манчев (на македонска литературна норма: Васе Манчев) е писател, романист, поет драматург и преводач от Северна Македония.

## Биография
Роден е на 20 февруари 1949 година в струмишкото село Робово, тогава в Югославия. Завършва Филологическия факултет на Белградския университет. Работи като преводач в Събранието на СФРЮ, редактор в Радио Скопие и Македонската телевизия, директор на Университетската библиотека „Климент Охридски“ и научен сътрудник в Педагогическия институт на Република Македония.
Член е на Дружеството на писателите на Македония от 1980 година и на Македонския ПЕН център. Редактор е на списанието „Разгледи“.
Депутат е в Събранието на Република Македония от 1998 до 2002 година от ВМРО-ДПМНЕ.

## Творчество
- Суша и душа (разкази, 1977),
- Подгорен корен (разкази, 1979),
- Клето лето (разкази, 1983),
- Јадигар (драма, 1984),
- Кршалнига (драма, 1984),
- Бледица (драма, 1985),
- Чинки (разкази, 1987),
- Подигравки (драми, 1988),
- Инакво лице (роман, 1988),
- Тажни свечености (избрани разкази, 1988),
- Насушна сушност (разкази, 1989),
- Залудни раскази (1993),
- Големи богови, мали богови и привиденија (поема, 1994),
- Свирепа вечност (поезия, 1995),
- Измислена душа (разкази, 1996),
- Амин (роман, 1998),
- Сиреч (разкази, 1998),
- Волшебно време (разкази, 2000).

Носител е на наградите „Рациново признание“ и „Стале Попов“.